# مايكل مونتيلونغو
مايكل مونتيلونغو (بالإنجليزية: Michael Montelongo)‏ (و. 1955  م) هو عسكري أمريكي، ولد في نيويورك، هو عضوٌ في الحزب الجمهوري.

## التعليم
تعلم في كلية هارفرد للأعمال، وجامعة هارفارد.